# Amathia lendigera
Amathia lendigera is een mosdiertjessoort uit de familie van de Vesiculariidae. De wetenschappelijke naam van de soort is, als Sertularia lendigera, voor het eerst geldig gepubliceerd in 1758 door Carl Linnaeus.